# Cryptomycota
Cryptomycota o anche Rozellomycota è una divisione di funghi unicellulari proposta nel 2011 che è stata recentemente accettata.
Tutti sono parassiti di alghe, animali e altri funghi che entrano nelle loro cellule ospiti dove assorbiranno il contenuto interno della cellula, ottenendo i nutrienti necessari per il loro ciclo vitale. Si riproducono asessualmente dalle zoospore. Sono divisi in tre gruppi: Rozellidea, Microsporidia e Aphelidea, tuttavia a volte questi ultimi due sono considerati divisioni separate. Dal punto di vista filogenetico costituiscono il primo gruppo di separazione del regno Fungi. Il tipo di genere è Rozella.
Cryptomycota potrebbe essere l'anello intermedio tra funghi e protozoi. Secondo studi scientifici, i funghi hanno avuto origine da protozoi parassiti.